# Луцій Аврелій Котта (народний трибун 95 року до н. е.)
Лу́цій Авре́лій Ко́тта ((лат. Lucius Aurelius Cotta; II-I століття до н. е.) — політичний діяч часів Римської республіки, народний трибун 95 року до н. е., претор того ж року.

## Біографічні відомості
Походив з роду Авреліїв. Про дитинство та молоді роки відомостей немає. 95 року до н. е. його обрали народним трибуном разом із Тітом Дідієм, сином Тіта Дідія, консула 98 року до н. е. Того ж року вони разом із третім суддею Гаєм Норбаном судили Квінта Сервілія Цепіона за поразку в битві при Араузіоні та викрадення золота вольськів у Тулузі й засудили того до величезного штрафу та позбавлення римського громадянства, що призвело до його вигнання. 
У тому році Луцій Аврелій став претором. З того часу відомостей про нього немає.  

## Родина
Мав братів: 
- Гай Аврелій Котта, консул 75 року до н. е.
- Марк Аврелій Котта, консул 74 року до н. е.